# ロイド・パリュン
ロイド・パリュン（Lloyd Palun 、1988年11月28日 - ）は、フランス・アルル出身のプロサッカー選手。ガボン代表。バスティア所属。ポジションは、ディフェンダー。

## クラブ経歴
FCマルティーグの下部組織で育成され、2008年にトップチームデビュー。
2015年7月、レッドスターFC93に移籍。

## 代表歴
2011年2月9日のDRコンゴ戦でガボン代表デビュー。

## タイトル
サークル・ブルッヘ
- エールステ・クラッセB:2017-18